# Сандатадіта
Сандатадіта (*бірм. စန္ဒသတိဿရာဇာ, 1727 — 2 листопада 1782) — володар М'яу-У в 1777—1782 роках.

## Життєпис
Був уродженцем острова Рамрі. Замолоду звався Аун Сон, ім'я якого вказує на належність до аристократії, але також ймовірно був пов'язаний з колишніми каман (палацовою гвардією), яку 1710 року сюди було масово переселено. За деякими відомостями сповідував іслам.
Згідно з араканськими хроніками, у 1774 році 12 сіл на острові Рамрі повстали проти великих податків, встановлених Сандатхуманою. Повстанців спочатку очолювали чотири командувача Санай Пхью, Лар Пхью, Маун Хтве та Аун Сон. Згодом Аун Сон усунув інших і взяв на себе одноосібне командування армією. До нього приєдналися жителі острова Чедуба.
10 лютого 1775 року Сандатхумана відправив проти нього військо на чолі із Анантою Тірік'явтіна, проте той зазнав поразки і був змушений відступити. 1777 року Сандатхуману було повалено внаслідок змови, внаслідок чого владу захопив По Шве, що прийняв ім'я Сандавімала II.
Того ж року Аун Сон уклав союз з Бахто, намісником Тхандве, спрямованим проти Сандавімали II. 25 травня армія союзників підійшла до столиці держави. Сандавімала II зазнав тяжкої поразки, після чого втік до храму Шитхаунг, щоб сховатися, де згодом став ченцем.
Аун Сон зайняв М'яу-У 2 червня 1777 року, де оголосив себе володарем, прийнявши тронне ім'я Сандатадіта. Свого сина Тет Саншве оголосив спадкоємцем трону. Невдовзі зіткнувся з численними повстаннями, яких нараховувалося близько 25. Його походи проти повстанців були успішними, але не придушили виступи повністю. Невдовзі його спадкоємець Тет Саншве підняв повстання на острові Рамрі проти свого батька.
У червні-липні 1782 року спалахнули епідемії віспи та холери, під час якої помер Тет Саншве. 2 листопада 1782 року Сандатадіта помер, залишивши багато справ невирішеними. Його наступником став Магатхаммада, чоловік його небоги.